# Richard Hatch
Richard Lawrence Hatch (Santa Monica (Californië), 21 mei 1945 – Santa Clarita (Californië), 7 februari 2017) was een Amerikaanse acteur, schrijver en producent, die bekend is geworden door zijn acteerwerk als Apollo in de originele Battlestar Galactica-film en -serie. Hij speelde daarin een kapitein van de Viperpiloten en zijn personage is de zoon van de leider van de hele vloot, Adama. Voor deze rol werd hij genomineerd voor de Golden Globe Award.

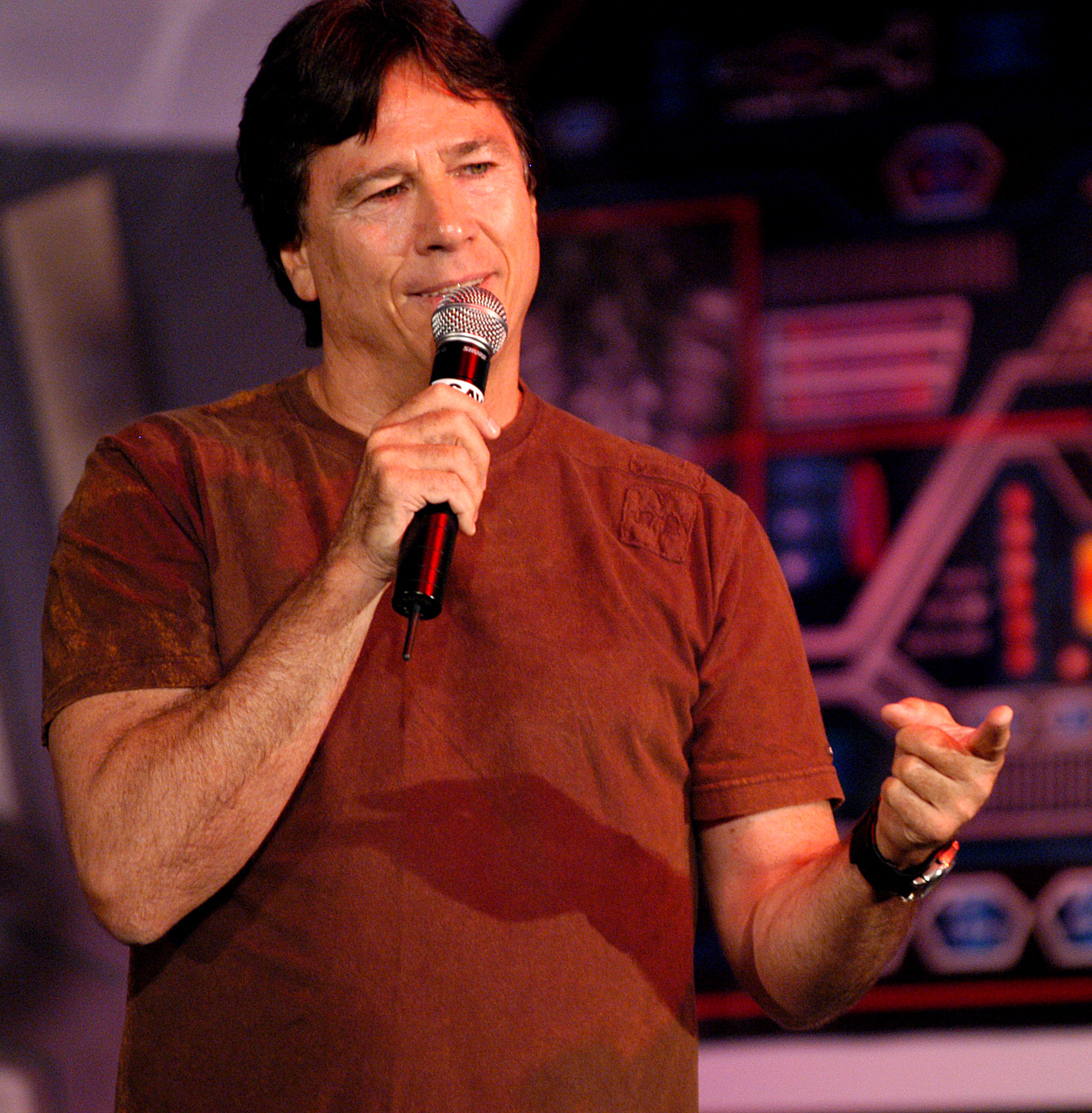
Richard Hatch

In de nieuwe serie (2003) speelde hij de terugkerende rol van Tom Zarek, een politiek activist die terroristische methoden niet uit de weg gaat.
Verder speelde hij onder andere mee in The Streets of San Francisco, Alias Smith and Jones, Kung Fu en Santa Barbara.
Zijn laatste film was The Dragons of Melgor uit 2017. Hij overleed op 7 februari 2017 in het ziekenhuis van Santa Clarita op 71-jarige leeftijd aan de gevolgen van alvleesklierkanker.
- Bibliothèque nationale de France: cb140249388 (data)
- Gemeinsame Normdatei: 131617818
- International Standard Name Identifier: 0000 0000 6309 4500
- Library of Congress Control Number: no2001085182
- Nationale bibliotheek van Australië: 40017547
- Nationale Bibliotheek van Polen: a0000001255834
- SNAC: w6193p0n
- Système universitaire de documentation: 181700050
- Trove: 1442499
- Virtual International Authority File: 29731519
- WorldCat: E39PBJdwYJ9FtVM9WvD4QptHYP